# Helichrysum lanceolatum
Helichrysum lanceolatum là một loài thực vật có hoa trong họ Cúc. Loài này được (Buchanan) Kirk mô tả khoa học đầu tiên năm 1899.